# Sparrow Records
Sparrow Records es un sello de música cristiana, afiliado a Universal Music Group y con sede en Brentwood (Tennessee) en los Estados Unidos. 

## Historia
Sparrow Records fue fundada en 1976 por Billy Ray Hearn, entonces director de A & R en Myrrh Records. Barry McGuire es el primer artista en firmar con el sello.
Compradas por EMI en 1992, es ahora parte de la EMI Christian Music Group, y ha sido nombrada por la revista Billboard como "America's Best Christian Music Record Label" (Mejor sello discográfico americano de música cristiana). Sparrow Records inmediatamente se levantó a la prominencia significativa con la firma del cantante, compositor y músico Keith Green.
A partir de 2009, en Sparrow se unen más artistas cristianos como Britt Nicole, Chris Tomlin, Mandisa, Matt Redman, Matthew West, Steven Curtis Chapman y Switchfoot. Desde 1996, una producción popular de Sparrow Records ha sido la serie anual de WOW Hits MCP. La serie de WOW:Worship se introdujo en 1999, una compilación anual de los mayores éxitos en la música de adoración. Estas compilaciones se pueden encontrar en casi cualquier tienda de música popular. La serie de WOW WORSHIP, una vez que sólo se centra en la música de adoración, ahora también incluye todos los éxitos cristiana en rock, rap, gospel y música R & B también. En 2012, el sello fue adquirido por Capitol Christian Music Group de Universal Music Group.

## Artistas actuales
| - Soulfire Revolution - Above the Golden State - Amy Grant - Britt Nicole - Danyew - Josh Wilson - Kari Jobe - Luminate - Mandisa | - Matthew West - Víctor Manuel - Sanctus Real - Sarah Reeves - Shawn McDonald - Starfield - Steven Curtis Chapman - Hillsong United (también con Integrity Music) - Colton Dixon |

## Ex-artistas
- 2 º Capítulo de los Hechos (Suprimida)
- Aaron Spiro (activo, actualmente sin firmar)
- Avalon (activo, con Koch Records)
- Barry McGuire (Inactivo)
- Charlie Hall (activo, con sixstepsrecords)
- Charlie Peacock (Inactivo)
- Chris Tomlin (activo, con sixstepsrecords)
- Christy Nockels (activo, con sixstepsrecords) *
- David Crowder Band (activo, con sixstepsrecords)
- Delirious? (Disuelto)
- Earthsuit (Disuelto)
- Geoff Moore and the Distance  (disuelto)
- John Michael Talbot (activo, en Troubadour for the Lord )
- Keith Green (fallecido)
- Kirk Franklin (activo, con registros GospoCentric)
- Kristian Stanfill (activo, con sixstepsrecords)
- Margaret Becker (activo, con Kingsway Music)
- Matt Redman (activo, con sixstepsrecords)
- Michael Card (Activo, actualmente sin firmar)
- Michelle Tumes (activo, con EMI CMG)
- Needtobreathe (activo, con Atlantic Records)
- Newsboys (activo, con Inpop Records)
- Out of the Grey (en receso)
- Russ Taff (activo, con Springhouse Records)
- Skillet (activo, con Lava Records / Ardent Records / Atlantic Records)
- Steve Green (activo, actualmente sin firmar)
- Susan Ashton (Activo, actualmente sin firmar)
- Switchfoot (activo,  (Switchfoot todavía tiene un acuerdo con Distribución Sparrow Records))
- Tim Hughes (activo, con Survivor Records)
- Twila Paris (activo, con Koch Records)